# 呉市歌
「呉市歌」（くれしか）は、日本の広島県呉市が制定した市歌である。以下の同名2曲が存在する。
1. 1928年（昭和3年）制定。作詞・松本清、作曲・藤井清水。呉日日新聞社寄贈。
2. 1952年（昭和27年）制定。作詞・重園贇雄、作曲・宮原禎次。市制50周年記念。

## 解説
以下の2曲は新旧の「代替わり」を行った関係ではなく並立しているが、現在は例規集に登載された1928年版のみが公式の市歌として演奏されている。

### 1928年版
呉市は1902年（明治35年）の市制施行から26年後の1928年（昭和3年）に安芸郡警固屋町および吉浦町、賀茂郡阿賀町の3町を合併し、市域を拡大した。
地元紙の呉日日新聞では昭和天皇の御大典と呉市の市域拡大が重なったことを記念し、9月23日付の紙面で『「大呉市歌」懸賞募集』と題した社告と合わせて勝田登一市長の市歌制定に期待する旨の所見と地元出身の作曲家である藤井清水の談話を掲載した。審査委員には詩人の野口雨情と小説家の藤沢衛彦が招かれ、賞金は一等入選が100円、二等が50円、三等が30円であった。
入選作の決定後の11月11日に作曲が完了、同月27日に作曲者の藤井と審査委員の野口を交えて呉で協議が行われ、完成した楽曲が呉日日新聞社から市へ寄贈された。呉市議会では12月24日に市歌制定を議決し、同月27日付の告示を以て正式な市歌の扱いで例規集へ搭載されている。「呉市歌」制定の翌1929年（昭和4年）には、引き続き呉日日新聞社の主導で新民謡「呉小唄」が作成され、野口の作詞により11月9日に初演奏が行われた。
戦後の1952年（昭和27年）に市制50周年を記念して同名異曲の「呉市歌」が作成されたが、従来から存在した1928年版「呉市歌」の扱いに関しては新市歌選定翌年の1953年（昭和28年）になり「時代の変化に対応した歌詞に変えたら」と大時代的な歌詞の改訂が協議されたものの、同年8月16日付の『中国日報』記事によれば市民からは「このまゝでいゝの声が多」かったとして、制定時の歌詞のまま存続することになった。広島県内では広島市と尾道市も戦前から市歌を制定していたが、両市とも戦後に新市歌への代替わりを遂げているためこの「呉市歌」が県内で現行最古の市歌とされる。そのため、県内の他の市町で制定された現行の市町歌の多くは1945年（昭和20年）8月6日の原爆投下を反映した平和を祈願する趣旨のものが（後述の1952年版「呉市歌」を含めて）主流を占めているのに対し、この1928年版「呉市歌」は軍港を背景にした大時代的で勇壮な歌詞が特異性を放つようになっている。

### 1952年版
戦後にサンフランシスコ講和条約の発効や旧軍港市転換法が制定されたことを受け、1952年（昭和27年）に市制50周年記念事業として「伸びゆく呉を象徴」することを制定意義とした新市歌の作成が企画された。懸賞募集の応募総数は112篇で、毎年8月6日に開催される広島平和記念式典の式歌「ひろしま平和の歌」の作詞者としても知られる重園贇雄の応募作が採用され、神戸女学院教授の宮原禎次が作曲を行った。
『呉市勢要覧』昭和27年版にはこの市制50周年記念版の「呉市歌」が掲載されているが、前述の通り新「呉市歌」の選定に関わらず1928年版は廃止されることなくそのまま市の例規集に残されたため、以降は戦前と戦後の「呉市歌」が同名異曲として2曲並立することになった。

## 備考
呉市は平成の大合併において安芸郡音戸町、倉橋町、蒲刈町、豊田郡安浦町、豊浜町、豊町の6町を編入合併して市域を拡大したが、この6町はいずれも町歌を制定しておらず、かつ新設合併方式ではないため市歌は呉市のものに統一された。
同名2曲のうち1952年版の「呉市歌」は1993年（平成5年）刊の『呉市史』第7巻で作成経緯について記述されたが、昭和末期には演奏実態が消失したと見られ2023年（令和5年）4月時点では市の公式サイトにおいて一切紹介されていない。